# Hirotaka Ishikawa
Pour les articles homonymes, voir Ishikawa.
Hirotaka Ishikawa (石川 博崇, Ishikawa Hirotaka), né le 12 septembre 1973, est un homme politique et diplomate japonais. Il est membre de la Chambre des conseillers et président du comité de la jeunesse du parti Kōmeitō. Il a été vice-ministre parlementaire de la Défense et vice-ministre parlementaire du Cabinet lors du Gouvernement Abe II et lors du Gouvernement Abe III.
Son beau-père est Akira Kazama, ancien membre de la Chambre des conseillers.

## Biographie
Hirotaka Ishikawa naît à Toyonaka, dans la préfecture d'Osaka. Il fait ses études primaires et secondaires dans des écoles du réseau Soka Gakkai. Il est ensuite diplômé en biotechnologie de l'université Sōka ; il s'est spécialisé en biologie marine. Après avoir obtenu son diplôme universitaire, il rejoint le ministère des Affaires étrangères en 1996.
Après avoir suivi une formation en langue arabe, il travaille à l'ambassade du Japon en Syrie et à l'ambassade du Japon à Oman. À partir de 2004, il travaille au bureau de liaison du ministère des Affaires étrangères, établi dans le camp de Samawa en Irak, où la force terrestre d'autodéfense japonaise a été dépêchée. Il retourne au Japon en 2005 et travaille à la Division politique des Nations Unies, au Bureau de la politique étrangère, au ministère des Affaires étrangères et à la deuxième division du Moyen-Orient, Bureau Moyen-Orient et Afrique, avant de quitter le ministère en novembre 2009.
En juillet 2010, il se présente aux 22e élections ordinaires de la Chambre des conseillers dans la circonscription électorale d'Osaka (il y a alors trois sièges en jeu) en tant que candidat du Kōmeitō, et il remporte la première place lors de sa première élection. En septembre 2013, il devient président du Comité des jeunes du Kōmeitō. En septembre 2014, il est nommé vice-ministre parlementaire de la Défense dans le Gouvernement Abe II. C'est la première fois qu'un membre du parti Kōmeitō est nommé vice-ministre ou vice-ministre parlementaire du ministère de la Défense depuis 2001, date de création des postes de vice-ministre et de vice-ministre parlementaire. Le 26 du même mois, il est nommé vice-ministre parlementaire du Cabinet En décembre de la même année, il est reconduit dans ses fonctions de vice-ministre parlementaire du Bureau du Cabinet et de vice-ministre parlementaire de la Défense dans le gouvernement Abe III En juillet 2016, il se présente à la 24e élection ordinaire de la Chambre des conseillers dans la circonscription de la préfecture d'Osaka (4 sièges) et est réélu. En juillet 2022, il se présente à la 26e élection ordinaire de la Chambre des conseillers dans la circonscription de la préfecture d'Osaka (4 sièges) et est réélu.

## Positions politiques
- Concernant la loi japonaise de 2015 sur les Forces japonaises d'autodéfense, Hirotaka Ishikawa dit : « Elle devrait être révisée pour restreindre davantage l'envoi à l'étranger des forces d'autodéfense. »[4]
- Bien qu'il s'oppose à la révision de l'article 9 de la constitution japonaise, il soutient la révision de la Constitution du Japon[4]
- Toutefois, il s'oppose à l'ajout d' une clause d'état d'urgence à la constitution du Japon[4].
- Il soutient la participation du Japon à l'accord de partenariat transpacifique[4].
- Selon lui, la base aérienne de Futenma, dans la préfecture d'Okinawa devrait être transférée vers un  autre endroit de la préfecture d'Okinawa que Ginowan[4].
- Il déclare que l’armement nucléaire du Japon « ne devrait pas être envisagé à l’avenir »[4].

## Publications
- 未来への羅針盤 ― DISCOVER OSAKA（鳳書院）  (ISBN 978-4-87122-159-7)